# 신의 카르테
《신의 카르테》(일본어: 神様のカルテ)는 나츠카와 소스케에 의한 일본의 소설 시리즈이다.

## 줄거리
신의 카르테
주인공·쿠리하라 이치토는, 신슈 마츠모토에 있는 혼죠 병원에 근무하는 내과의이다. 그가 근무하고 있는 병원은, 지역 의료의 일부를 맡아 꽤 규모가 큰 병원. 24시간 365일 등이라고 하는 간판을 내세우고 있기 때문에, 3일 못 자는 것도 일상다반사. 자신이 전문이 아닌 범위의 진료까지 행하는 것도 보통. 그런 병원에 근무하는 이치토에게는 최근, 대학 병원의 의국에서의 뜨거운 권유가 있다. 의국에 가는 것을 권하는 악연인 친구·스나야마 지로. 자신도 첨단 의료에 흥미가 없는 것도 아니다. 의국에 갈 것인가 가지 않을 것인가로 이치토의 마음은 크게 흔들린다.
그러던 중, 예전부터 입원해 있던 아즈미 씨라고 하는 암 환자가 있었다. 상냥한 할머니 느낌으로, 간호사들에게는 인기가 있었지만, 그녀는 〈이미 때를 놓친〉 암환자였다. 〈때를 놓친〉 암환자를 거부하는 대학 병원. 〈때를 놓쳤〉다고 해도 암 환자와 마주 보는 지방 병원. 그녀가 준 뜻밖의 선물에 의해, 이치토는 답을 낸다.
신의 카르테 2
혼죠 병원에 남기로 한 이치토. 새해, 변함없는 격무 중에, 혼죠 병원의 내과 병동에 이치토, 그리고 이치토의 지인인 스나야마와 대학 동기인 신임 의사·신도 타츠야가 도쿄의 병원에서 이쪽으로 오게 되었다. 일찍이 “의학부의 양심”이라고 불리던 타츠야가 와 기뻐하는 이치토. 그러나, 부임 직후의 기대와는 반대로, 타츠야의 의사로서의 행동은 학생 시절의 그로부터는 상상할 수 없는 모습으로 변해있어, 이치토는 당황한다.
그러던 중, 혼죠 병원에 격진이 온다.
신의 카르테 3
내과 부장인 오오다누키 선생님의 제자·코하타 선생님이 더해진 혼죠 병원. 그녀는 연구에 열심이며 우수하지만, 진정되기 위해 노력하지 않는 환자는 진료하지 않는다. 항의하는 이치토는 〈자기 만족의 위선자〉라 단언한 코하타 선생님.
그러나, 말 뒤에 있는 그녀의 과거를 안 이치토는, 의사로서 살아가기 위한, 중대한 각오를 정한다.

## 등장인물

### 주인공과 그 가족
쿠리하라 이치토 (栗原 一止)
신슈의 혼죠 병원에 근무하는 5년째 내과의. 시나노 대학 의과부 졸업.
쿠리하라 하루나 (栗原 榛名) / 결혼 전 이름가타시마 하루나
이치토의 아내. 산악 사진가.

### 혼죠 병원의 의사·간호사와 그 관계자
스나야마 지로 (砂山 次郎)
의학부 시절부터 이치토의 지기.
신도 타츠야 (進藤 辰也) ※《신의 카르테 2》부터 등장.
의학부 시절에는 “의학부의 양심”이라 불렸다.
토무라 (外村)
구급부 간호사장.
토자이 나오미 (東西 直美)
병동 주임 간호사.
미즈나시 요코 (水無 陽子)
1년째인 신인 간호사.
미카게 미유키 (御影 美雪) ※《신의 카르테 2》부터 등장.
1년째인 신인 간호사.
오오다누키 선생님 (大狸先生) - 신의 카르테 영화 속 이름 /
```
이카가키 겐조 <별명-왕너구리 선생님> - 신의 카르테 책 속 이름
```

소화기 내과부장.
후루기츠네 선생님 (古狐先生) - 신의 카르테 영화 속 이름 /
```
나이토 가모이치 <별명-늙은 여우 선생님> -  신의 카르테 책 속 이름
```

소화기 내과부부장.
나이토 치요 (内藤 千代) ※《신의 카르테 2》부터 등장.
후루기츠네 선생님의 아내.
신도 세츠 (進藤 せつ) ※《신의 카르테 2》부터 등장.
타츠야의 어머니.
신도 치나츠 (進藤 千夏) <결혼 하기 전 - 키사라기 치나츠> ※《신의 카르테 2》부터 등장.
타츠야의 아내.
신도 나츠나 (進藤 夏菜) ※《신의 카르테 2》부터 등장.
타츠야의 딸.

### 혼죠 병원의 입원 환자와 관계자
아즈미 유키노 (安曇 雪乃)
담낭암 환자. 72세.
토요시나 (豊科) / 아카시나 (明科) / 쿠라시나 (倉科)
당뇨병 때문에 교육 입원 중. 평균 연령 69세.
타가와 히토시 (田川 仁)
췌장암 환자. 62세.
그레이 신사 (グレーの紳士)
아즈미 씨의 문병을 몇 번인가 온 신사.
토메카와 토요 (留川 トヨ) ※《신의 카르테 2》부터 등장.
폐렴으로 입원 중. 92세.
토메카와 마고시치 (留川 孫七) ※《신의 카르테 2》부터 등장.
토요 씨의 남편. 95세.
아이다 (会田) ※《신의 카르테 2》부터 등장.
당뇨병 때문에 교육 입원 중. 40세.
시가 아이코 (四賀 藍子) ※《신의 카르테 2》부터 등장.
재생 불량성 빈혈으로 입원 중. 25세.

## 간행 서지
- 신의 카르테
  -  쇼가쿠칸(사륙판 소프트 커버) 2009년 8월 27일 발매 ISBN 978-4-09-386259-2
  -  쇼가쿠칸 분코 2011년 6월 7일 발매 ISBN 978-4-09-408618-8
  -  작품 2011년 2월 10일 발매 ISBN 978-89-6109-162-6
- 신의 카르테 2
  -  쇼가쿠칸(사륙판 소프트 커버) 2010년 9월 28일 발매 ISBN 978-4-09-386286-8
  -  쇼가쿠칸 분코 2013년 1월 4일 발매 ISBN 978-4-09-408786-4
  -  작품 2011년 7월 10일 발매 ISBN 978-89-6109-175-6
- 신의 카르테 3
  -  쇼가쿠칸(사륙판 소프트 커버) 2012년 8월 8일 발매 ISBN 978-4-09-386336-0

## 영화

### 제1작
일본에서 2011년 8월 27일 개봉되었다. 소설 제1작을 원작으로 해, 설정이 일부 원작과 다르다.
캐치프레이즈는, 〈마음은, 반드시 구원받는다〉 〈마지막에 이런 행복한 시간이 기다리고 있었다니.〉.

#### 캐스트
- 쿠리하라 이치토 - 사쿠라이 쇼 (아라시)
- 쿠리하라 하루나 - 미야자키 아오이

#### 스태프
- 감독 - 후카가와 요시히로
- 이그제큐티브 프로듀스 - 이치카와 미나미
- 기획 - 야마우치 아키히로, 하루나 케이
- 프로듀스 - 아베 켄조, 시부사와 마사야, 카와다 나오히로
- 각본 - 고토 노리코
- 촬영 - 야마다 코스케
- 미술 - 카나카츠 히로카즈
- 음악 - 마츠타니 스구루
- 편집 - 반도 나오야
- 제작 - 〈신의 카르테〉 제작 위원회
- 배급 - 토호

### 제2작
일본에서 2014년 3월 21일에 개봉되었다.